# فيليب ديل
فيليب ديل (بالألمانية: Philip Diehl)‏ هو مخترِع ومهندس ألماني، ولد في 29 يناير 1847 في Flörsheim-Dalsheim ‏ في ألمانيا، وتوفي في 7 أبريل 1913 في إليزابيث في الولايات المتحدة.